# Jan van Kilsdonk
Johannes Cornelius Josephus (Jan) van Kilsdonk S.J., vaak ook Pater Van Kilsdonk genoemd (Zeeland (Noord-Brabant), 19 maart 1917 - Amsterdam, 1 juli 2008) was een Nederlandse jezuïet, theoloog en pastor.

## Levensloop
Zijn familie, een molenaarsgezin, en zijn voorgeslacht genoten aanzien in het Oost-Brabantse aan de rand van de Peel gelegen dorp Zeeland (Noord-Brabant) bij Uden. Als zeventienjarige meldde de zeer studieuze Van Kilsdonk zich bij de jezuïeten (Societas Jesu) aan. 7 september 1934 trad hij met 26 anderen in bij de jezuïeten in Grave.
Op 22 augustus 1945 werd Van Kilsdonk, na een studie theologie aan het Canisianum in Maastricht op 28-jarige leeftijd priester gewijd, wat in de jezuïetenorde aan de jonge kant is. In zijn eerste priesterjaren was hij zielzorger onder geïnterneerde ex-NSB'ers en politieke gevangenen in Kamp Vught en aalmoezenier, waar zijn eerbied voor de marginale en lijdende mens werd versterkt en hij ondervond hoe gebrekkig zijn Bijbelkennis was. Eigenlijk moest hij naar Rome om verder theologie te studeren en te promoveren.
Van Kilsdonk raadde, naar eigen zeggen later, met succes zijn overste dat af: hij voorzag en vreesde de conflicten die zo'n studie of een docentschap zou kunnen opleveren.

### Leraar en moderator
Van 1947 tot 1960 was hij godsdienstleraar aan het St. Ignatiuscollege (inmiddels het St. Ignatiusgymnasium) in Amsterdam waar priester Jan van Kilsdonk naartoe werd gestuurd, in een stad die hij niet kende. Hij kweet zich met passie van deze taak, waarbij hij de leerlingen het gevoel trachtte te geven dat godsdienst 'diepzinnigheid is, en schoonheid, extase en verwondering'. De literatuurcriticus Kees Fens is een van zijn leerlingen geweest, evenals zijn latere medebroeder Huub Oosterhuis.
Van 1948 tot 1973 was de pater docent ethica aan de Academie voor Lichamelijke Opvoeding in de hoofdstad. Tussen 1959 en 1975 leidde hij talloze retraites voor priesters van het aartsbisdom Utrecht.
In 1960 begon een nieuwe fase in het leven van Van Kilsdonk, toen hij tot moderator (geestelijk verzorger) van de katholieke Amsterdamse studentenvereniging Sanctus Thomas Aquinas werd benoemd, een van de bekendste leden hiervan was Pim Fortuyn. Daaraan bleef hij tot 1982 verbonden. Reeds in 1956 begon zijn levenswerk als ‘studentenmoderator’, een bezigheid die hij naar zijn fysieke mogelijkheden tientallen jaren zou blijven uitoefenen.

### Studentenekklesia

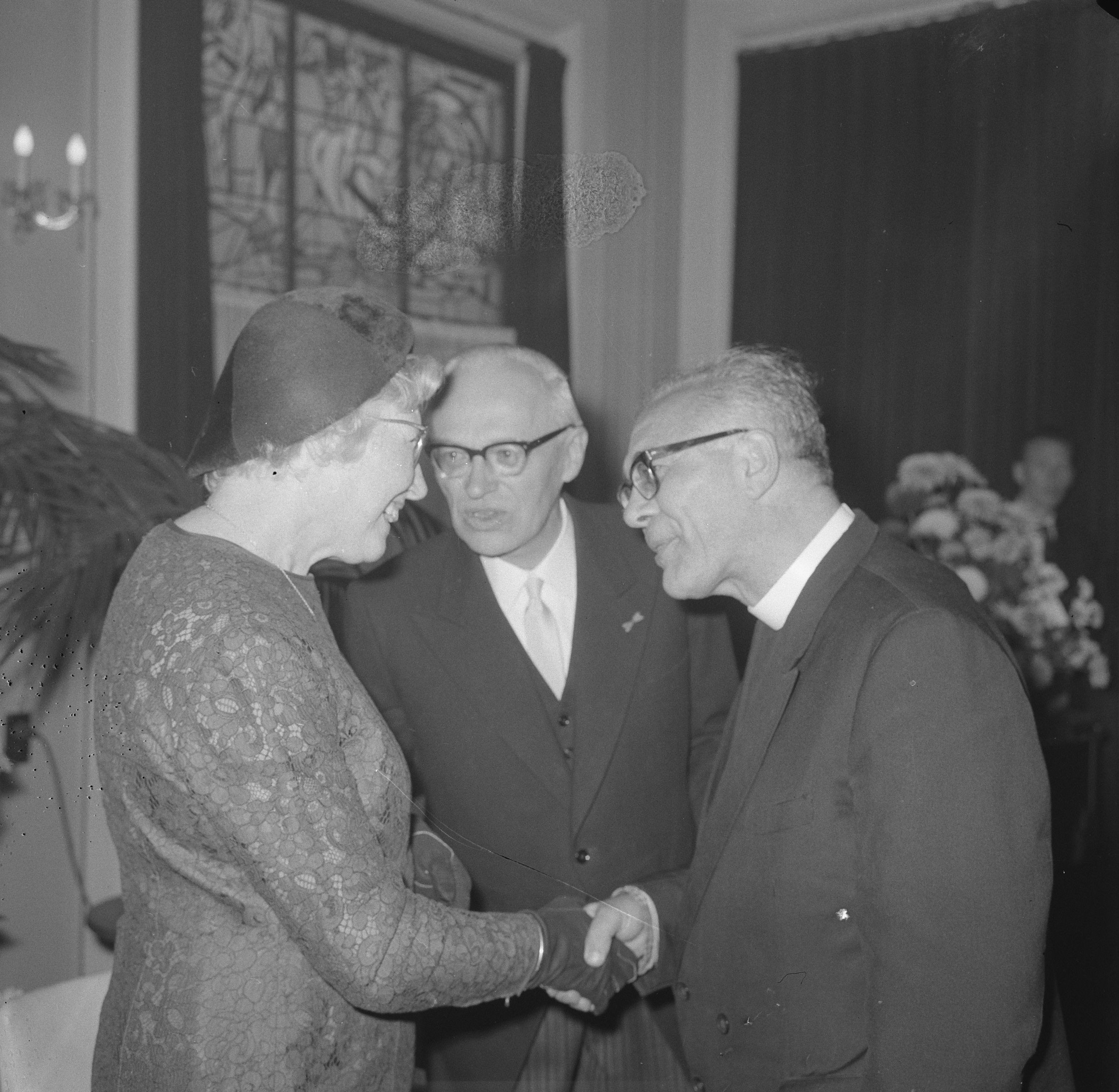
Met G.C. Berkouwer (1965)

In 1960 stichtte hij de Amsterdamse Studentenekklesia (Vereniging Amsterdamse Studentenekklesia (VASE)) in Amsterdam met de jonge studentenpastor Jos Vrijburg, die in 1969 in het huwelijk trad, en met ordegenoot Huub Oosterhuis die in 1970 trouwde. Vanaf 1965 was pastor, dichter en liturgiemaker Huub Oosterhuis (S.J. tot 1969) daar de gangmaker. Toen de studentenekklesia in conflict kwam met de Haarlemse bisschop Theodorus Zwartkruis over de betekenis van de Eucharistie en het priesterschap, bleef Van Kilsdonk solidair met hen, maar bleef lid van de Orde en celibatair.
Hij richtte zich op pastoraat, op ‘ontmoeting met jonge mensen’. Jonge mensen – mannen vooral -, met weinig of geen binding aan een kerk, of niet meer, vaak met een gecompliceerde verhouding met ‘thuis’, later met name ook homoseksuelen en in de jaren tachtig, negentig van de 20e eeuw niet zelden jonge mensen bij wie aids was geconstateerd en voor wie er toen geen redding was. Van het kerkelijk verbod op kunstmatige voorbehoedsmiddelen trok hij zich niets aan. Hij bezocht sinds het eerste begin degenen met Hiv/ Aids op de afdelingen van het, het Academisch Medisch Centrum in Amsterdam-Zuidoost.

### Omzwervingen

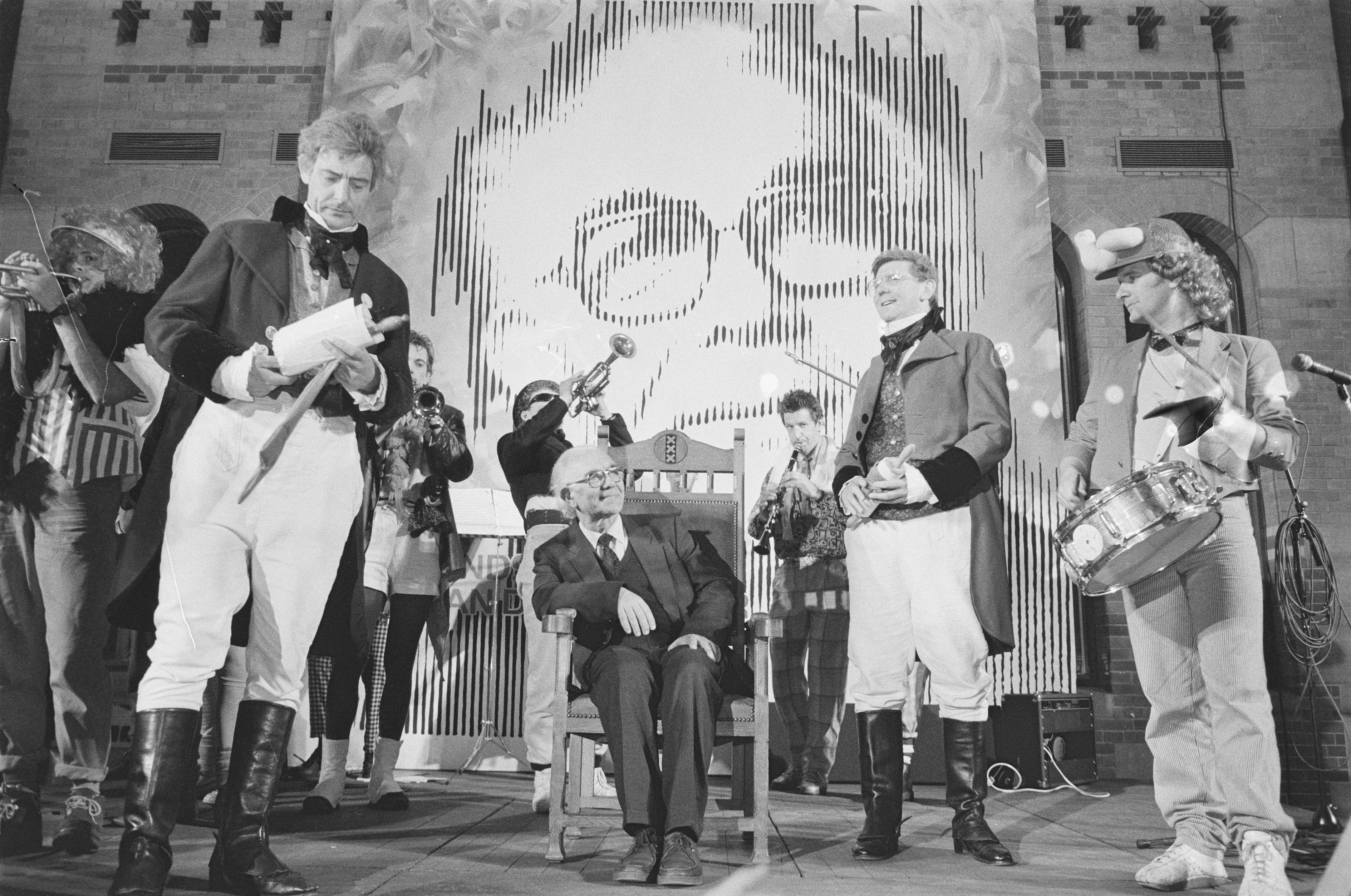
70e verjaardag (Beurs van Berlage, Amsterdam)

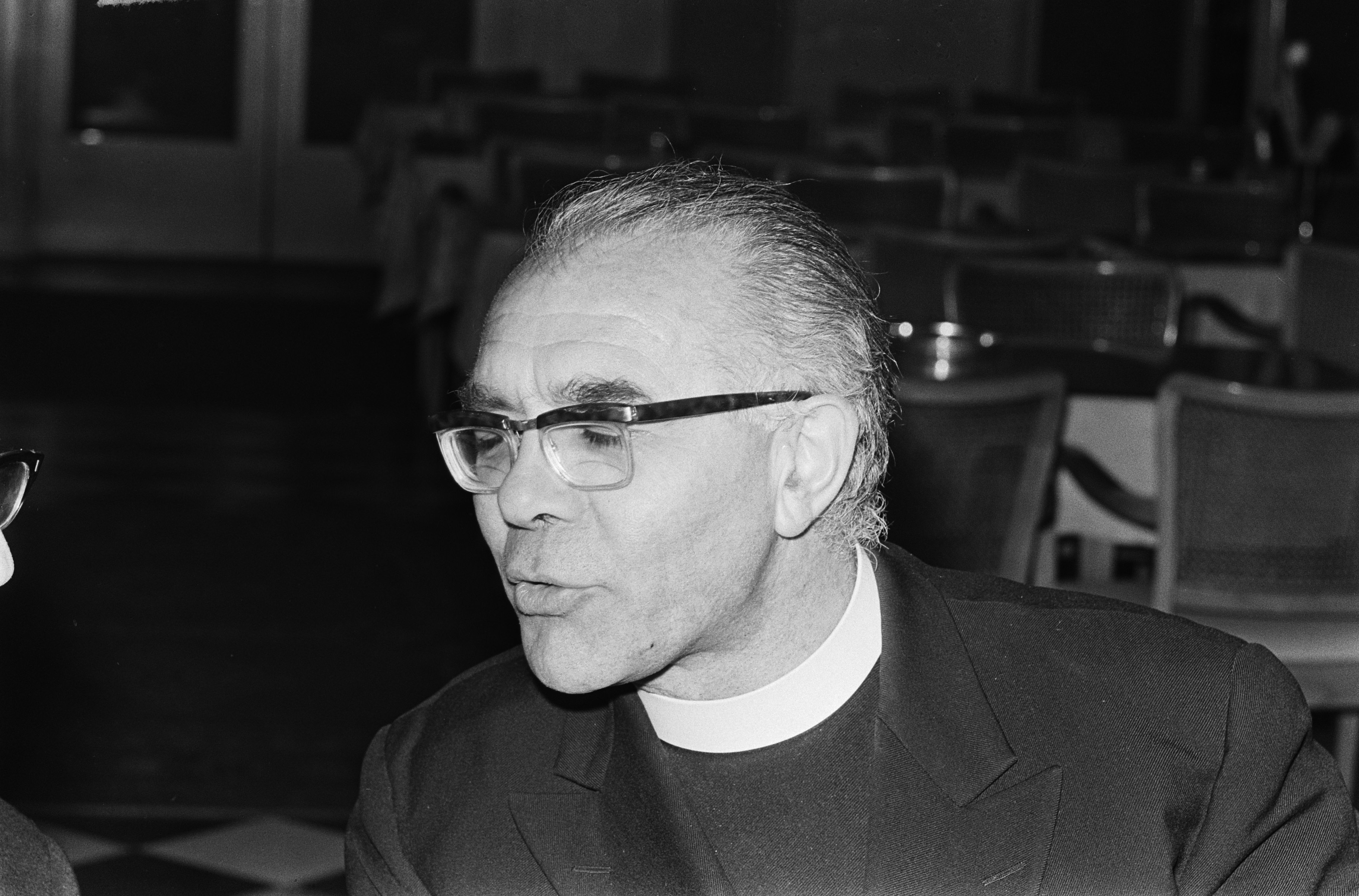
Van Kilsdonk (1965)

Jan van Kilsdonk bezocht tot zijn 65ste zijn 'klandizie' op goed geluk, zwervend langs de studentenflats in Amsterdam en in de kroegen in Mokum. Hij kon daar niet altijd zeggen wat hij wilde en vulde zijn bezoeken aan met een pastoraat van brieven – veelal lange - altijd in zulk een plechtig en warmhartig Nederlands gesteld dat dit de adressanten zijn brieven deed bewaren. Het moeten er vele honderden geweest zijn. De pater werd een fenomeen. Door zijn bezoek aan kroegen waar hij graag een pilsje dronk, kreeg hij de vriendelijk bedoelde bijnaam 'Kater van Pilsdronk'. Ook na zijn 'pensionering' in 1982 ging zijn werk door. De laatste jaren van zijn leven was Van Kilsdonk elke zondagochtend te vinden in de Amsterdamse Dominicuskerk, die in de laatste decennia van de 20e eeuw een bron was van liturgische vernieuwing binnen de Katholieke Kerk en heden een oecumenische gemeenschap is, geïnspireerd op de christelijke traditie. Hij had daar een vaste plaats, die de kerkgangers zorgvuldig voor hem vrijlieten.
Omdat Van Kilsdonk zo lang actief bleef waren er vele gelegenheden om afscheid van hem te nemen, verjaardagen, priesterfeesten en jubilea als studentenpastor. Telkens stroomden mensen toe.
Ook was Van Kilsdonk - naar zijn zeggen weliswaar slechtziend maar scherp horend - aanwezig bij de jubileumbijeenkomst in de Obrechtkerk (Kerk van Onze-Lieve-Vrouw van de Allerheiligste Rozenkrans in Amsterdam Oud-Zuid), voorafgaand aan de reünie van het voormalig Sint-Ignatiuscollege op 22 april 2006 te Amsterdam. Actief tot op het laatst was hij op 30 juni 2008 nog aanwezig bij de wijding van de oudkatholieke bisschop van Haarlem, Dick Schoon.

### Heengaan
Op 1 juli 2008 overleed pater Jan van Kilsdonk, priester in de Orde der Jezuïeten, op 91-jarige leeftijd in zijn slaap in Amsterdam, zo maakte de toenmalige overste Gregory Brenninkmeijer, hoofd van de Jezuïeten in Amsterdam, bekend.
Zijn lichaam werd eerst in eigen kring in het gemeenschapshuis van de Jezuïeten bij zijn medebroeders opgebaard.
Daarna is een avondwake gehouden op 6 juli in de Oude Kerk, Oudekerksplein 23 (op De Wallen) in Amsterdam-Centrum. Naar schatting 800 à 1000 mensen bewezen hem die avond de laatste eer.
Op 7 juli werd een plechtige uitvaartmis opgedragen in de hem zo dierbare Dominicuskerk, aan de Spuistraat in Amsterdam, waarna hij in besloten kring begraven is in het graf van zijn orde op de Begraafplaats Buitenveldert. Onder de aanwezigen waren de Amsterdamse burgemeester Job Cohen en Ronald Philippe Bär, bisschop van Rotterdam (1983-1993). Ook de publieke belangstelling was zeer groot.
Op 14 september 2008 werd in de dienst van de Amsterdamse Studentenekklesia Van Kilsdonk door Huub Oosterhuis uitvoerig herdacht.
De Orde der Jezuïeten en de voor hem opgerichte Genootschap of 'Broederschap van de Zevende Hemel' die hem zijn laatste jaren tot steun waren, hadden de voorbereidingen voor zijn afscheid getroffen in de personen van Paul Begheyn (confrater van Van Kilsdonk) en Else-Marie van den Eerenbeemt, het enig vrouwelijk lid van het Broederschap.

## Borstbeeld in Zeeland (Noord-Brabant)
In oktober 2006 plaatste de Noord-Brabantse gemeente Landerd een bronzen borstbeeld, op het (al sinds 1964 zo genoemde) Van Kilsdonkplein in zijn geboortedorp Zeeland (Noord-Brabant). Tot de sprekers bij die gelegenheid behoorden, behalve de bijna 90-jarige zelf, Huub Oosterhuis, Willem Aantjes en de schrijver Alex Verburg, door wie hij in het jaar daarop zijn memoires liet optekenen (Pater van Kilsdonk. Raadsman in delicate zaken).

## Karakteristiek
Van Kilsdonk las in zijn vroege jeugd de wereldliteratuur; tot in zijn hoge ouderdom bleef hij hard studeren, op de Bijbel en andere relevante boeken. Hij hield jonge broeders in het priesterambt deze raad voor: "Studeer hard zodat je je nooit de mindere van je superieuren hoeft te voelen; preek en spreek nooit tot de mensen dat zij de indruk krijgen dat je meer dan mulo hebt genoten en zij jou als hun meerdere moeten zien."
Tot tweemaal toe bereikte Van Kilsdonk vanuit Rome een spreekverbod. De eerste keer was in 1962 toen hij voor de jaarvergadering van de Sint-Adelbertvereniging, standsorganisatie voor katholieke academici en leidinggevenden in Nederland, de Romeinse curie en de 'blinde gehoorzaamheid' kapittelde en pleitte voor ‘loyale oppositie’ in de Kerk; de tweede keer enkele jaren later toen hij de maagdelijke geboorte van Jezus uitlegde niet als biologisch feit maar als theologische beeldspraak.
Toen in 1969 Huub Oosterhuis en Ton van der Stap door Pedro Arrupe, de uit Spanje afkomstige generaal-overste van de jezuïeten, de orde werden uitgezet en de breuk tussen de Amsterdamse Studentenekklesia en de jezuïetenorde almaar duidelijker werd, liet men Van Kilsdonk met rust.
Jan van Kilsdonk was zeer begaafd met de tong, een diepe stem met hard en zacht, en met de pen. In tal van bladen en kranten zijn lange interviews met hem te vinden, vol treffende 'bons mots', weidse beeldspraak over wat hem ontroert - mensen vooral en hun verhalen. 'Op een berg in de Alpen ben ik zo uitgekeken,' zei hij eens, 'op mensen en hun verhalen, hun tragedie nooit'. Sommige van zijn preken zijn gebundeld; alle preken getuigen van eruditie, pastorale zeggingskracht, voor sommigen ook van barokke overdaad. Preken van het eerste tot het laatste woord uitgeschreven duurden niet zelden een uur, wat voor een katholieke liturgie ongebruikelijk lang is.

## Uitvaarten
Pater Van Kilsdonk was kritisch op zijn Katholieke Kerk, maar hij was van mening dat geen kerk beter in staat is om doden te begraven. ("De uitvaartliturgie is het monopolie van die oude, uiterst aanvechtbare kerk. Het is de beste kerk zodra je leven en dood wilt vieren. Hoe katholieken omgaan met angst en wanhoop, met vervoering en vertedering, in de westerse cultuur is dat ongeëvenaard"). Tot op hoge leeftijd heeft hij begrafenissen geleid. Mensen gestorven aan aids of die door suïcide om het leven waren gekomen (in zijn woorden: "die het levenslicht niet meer konden beminnen") gaf hij een begrafenis als een koning. Voor hem bestond er niets ontroerenders dan het bewogen zingen van het slotlied van de uitvaartliturgie, het In Paradisum: 'Mogen de engelen je naar het paradijs begeleiden'.
Of naar zijn uitleg: "Weten wij wat engelen zijn? Weten wij wat het paradijs is? Weet een theoloog wat dat allemaal betekent? Daar kan geen wetenschappelijk woord over worden gezegd. Niet door de kardinaal, niet door de Paus, door niemand. En toch kunnen we die woorden hartstochtelijk zingen."

## Citaten
Tot de meest geciteerde uitspraken van Van Kilsdonk behoort deze wel: "Homoseksualiteit is geen afwijking of stoornis, maar een vondst van de Schepper".
Voluit: "Als je in alle culturen ziet dat er vrouwen van vrouwen en mannen van mannen houden, kan ik als gelovige niet zeggen dat het toeval is, en nog minder een ongeval. Als gelovige zeg ik dan dat homoseksualiteit een vondst van de Schepper is. Daar zit ook God achter."
Over psychologen: "Kennis van maten en getallen leidt nog niet tot ontdekking van het verschijnsel mens".
Over Lucas' woord tot de 'tweeënzeventig leerlingen': "Neem geen geldbeurs mee, geen reiszak, geen schoeisel: dat is een heel wat hachelijker vraagstuk dan het celibaat".
Over studenten: "...in de flats, in de cafés. Duizenden verhalen heb ik aangehoord. Naast vrolijkheid en wat losheid door de drank merk je bij velen ook een lichte tristesse".
In de jaren zestig eiste het Vaticaan zijn ontslag als studentenpastor nadat hij in een rede de 'geestelijke terreur' van de leiding van de RK-Kerk had gehekeld. Na overleg met de toenmalige bisschop van Haarlem, Jan van Dodewaard, werd die eis teruggenomen.

## Onderscheidingen
- in 1982 de Koninklijke onderscheiding Ridder in de Orde van Oranje-Nassau, bij zijn afscheid als studentenpastor.[9]
- sinds 1985 erelid van het Studentencorps aan de Vrije Universiteit/L.A.N.X. te Amsterdam.
- in 1994 de Bob Angelo penning van COC Nederland, Nederlandse Vereniging tot Integratie van Homoseksualiteit en erelid daarvan sinds 19?
- in 1996 uitreiking van de Gay Krant Award voor zijn verdiensten voor holebi's
- de Zilveren Penning van de stad Amsterdam, uit handen van burgemeester Job Cohen.
- op 14 februari 2006 ontving hij het eerste Roze Lieverdje van GroenLinks Amsterdam, voor zijn verdiensten voor seksuele diversiteit en homo-emancipatie.[10]

## Bijzonderheden
- Zijn bijnamen: 'de Pater', 'de Kils', 'Kater van Pilsd(r)onk', ('Praeses van de grootste Parochie van Amsterdam')
- Heeft zeker in zijn leven naar schatting 7000 brieven geschreven. Zijn (deel-)archief bestaat uit minimaal 20 verhuisdozen.
- Door velen gezien als de mannelijke tegenhanger van Majoor Bosshardt (8 juni 1913-25 juni 2007) van het Leger des Heils, die haar werk ook deed in 's lands hoofdstad onder de mensen vaak aan de randen van de samenleving. Hoewel de Pater niet zoveel onderscheidingen heeft gekregen of status van BN-er.
- Hij stond bekend om zijn modernistische opvattingen. Van Kilsdonk was tegenstander van het verplichte priestercelibaat en kwam op voor de rechten van vrouwen en homo's. Van het kerkelijk verbod op kunstmatige voorbehoedsmiddelen trok hij zich niets aan.
- Kardinaal Bernard Alfrink (1900-1987) (Aartsbisschop van Utrecht (1955-1975)) zei ooit over hem: “Ik ben blij dat wij pater Van Kilsdonk hebben; ik ben ook erg blij dat wij maar één pater Van Kilsdonk hebben.” Aan deze uitspraak refereerde Willem Aantjes in zijn toespraak bij de onthulling van het bronzen kop van Pater van Kilsdonk door te zeggen: "...maar dankzij de beeldhouwer Dennis Coenraad hebben we er nu twee".
- Steun en toeverlaat van homo's en aidspatiënten, heeft velen in hun laatste levensjaren bijgestaan. Bezoekers in het Amsterdamse homo-uitgaanscircuit kwamen Van Kilsdonk tegen, die een heel goed geheugen combineerde met scherpzinnige, handgeschreven brieven die hij hen kort na zo'n ontmoeting stuurde. Altijd stond hij in een bescheiden hoekje, vaak om te luisteren naar de verhalen die 'de jongens' hem in vertrouwen vertelden. Duizenden moet hij bij naam hebben gekend.
- Vierde in 2005 zijn diamanten Priesterjubileum (60 jaar) en zou -bij leven- in 2009 zijn 75 jaar als jezuïet in de Orde Societas Jesu hebben volgemaakt.
- Liet in zijn laatste levensjaar zijn memoires optekenen door Alex Verburg (Pater Van Kilsdonk. Raadsman in delicate zaken. Atlas Contact, 2013).

## Trivia
- In 2017 vernoemde Amsterdam brug 450 naar hem: Pater van Kilsdonkbrug.
- Leden van het (van oudsher christelijke) Studentencorps aan de Vrije Universiteit/L.A.N.X. te Amsterdam, waarvan Pater van Kilsdonk erelid is geworden, raakten op gezette tijden slaags met de 'papen' van Sanctus Thomas Aquinas, de rooms-katholieke studentenvereniging van Amsterdam die van 1896 tot 1980 bestond (en in 2005 is heropgericht), waar de Pater studentenmoderator was. Dergelijke gevechten, later het gevecht om het biervat genoemd, werden op een gegeven moment eenmaal per jaar gehouden op het Amsterdamse Museumplein waarbij het geuzenlied Carmen AntiThomaticon gezongen werd.

## Werken
- Met het licht van jouw ogen zegen mij, Luyten, 1982, verbeterde, vermeerderde druk, 2000
- Gezegend de Onzienlijke, Kok Agora, 1988
- Delf mijn gezicht op, Kok Agora, 1989
- Jan van Kilsdonk - portret van een hartstochtelijk pastor, red: Paul Begheyn SJ, Valkhof Pers 2008
- Dag jongen van licht. Toespraken bij het afscheid van homoseksuele mannen. Met een inleiding van Pierre Valkering. Valkhof Pers, 2012.
- Pater Van Kilsdonk. Raadsman in delicate zaken – memoires. Opgetekend door Alex Verburg. Atlas Contact, 2013.